# Saitama (One-Punch Man)
Saitama (サイタマ?) è un personaggio immaginario ideato da One e il protagonista del manga e anime giapponese One-Punch Man. È un supereroe indipendente capace di sconfiggere qualsiasi nemico con un solo pugno, cosa che lo annoia molto. All'inizio della serie vive nella città Z e compie imprese eroiche per hobby, con il sogno di diventare famoso. Con il proseguire della storia diventa il riluttante mentore di Genos ed entra a far parte dell’Associazione Eroi, un’organizzazione professionale che combatte mostri e protegge la Terra.
Il personaggio di Saitama è nato come protagonista di un webcomic, in cui One ha voluto rappresentare un supereroe già invincibile fin dall’inizio, concentrandosi più sulle sue vicende quotidiane che sulle battaglie. Per l’adattamento manga, i disegni sono stati affidati all’illustratore Yusuke Murata.
Nel 2015 è uscito l’adattamento anime, nel quale Saitama è doppiato da Makoto Furukawa nella versione giapponese e da Alessandro Campaiola in quella italiana. Il personaggio è stato accolto positivamente dalla critica, soprattutto per la sua comicità.

## Concezione e sviluppo
L'autore giapponese One ideò One-Punch Man partendo da un’idea insolita: creare un supereroe che fosse già, fin dall’inizio, il più forte del mondo. L'obiettivo non fu quello di raccontare le classiche lotte tra bene e male, ma concentrarsi sulla vita quotidiana e "umana" di un eroe. Come spiegò lui stesso: "I pugni spesso non servono a risolvere i veri problemi della vita. Per questo ho creato Saitama come un tipo che si adatta al mondo attorno a sé con il solo aiuto del suo potere smisurato. Le sue vere sfide sono cose banali, come finire i soldi.” Il design semplice di Saitama nacque proprio da questo approccio: One volle creare un personaggio opposto ai soliti supereroi dal look spettacolare, in un mondo dove “ci sono già fin troppi eroi dall’aspetto figo”.
La trama del manga ruota attorno alla noia di Saitama, che si era ormai stufato della sua routine da supereroe e cerca invece di affrontare la vita di tutti i giorni. Secondo l'autore, ciò che rende un eroe davvero interessante non è la sua forza, bensì la mentalità, come quella che diede a Saitama, e la sua capacità di capire gli altri. Uno dei problemi principali nell'ideare storie per un protagonista così forte fu proprio la sua invincibilità: qualunque minaccia venga introdotta, Saitama la elimina subito. Per questo, gran parte del fascino della serie sta nel viaggio personale di Saitama e nel tentativo di far risaltare anche gli altri personaggi, senza che sembrino troppo deboli in confronto a lui.
L’illustratore del manga Yusuke Murata propose inizialmente di disegnare Saitama “cool”, persino aggiungendogli delle stelline negli occhi. Tuttavia queste idee furono scartate: One voleva che il protagonista fosse il contrario del tipico eroe stiloso. Alla fine Murata si divertì a disegnare Saitama proprio grazie al suo aspetto semplice e alla sua espressione sempre vuota, creata apposta per suscitare un effetto comico. Murata spiegò anche che, sebbene sia difficile immedesimarsi in personaggi onnipotenti, One è riuscito a rendere Saitama sorprendentemente vicino al lettore.

### Doppiaggio

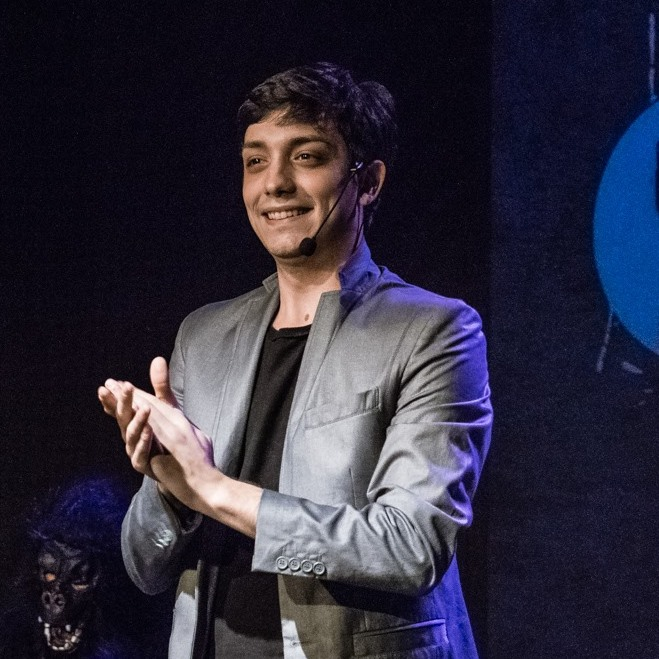
Alessandro Campaiola, il doppiatore italiano di Saitama, nel 2015

Nella versione giapponese di One-Punch Man, Saitama è doppiato da Makoto Furukawa. Furukawa scoprì la serie grazie a un amico che gli aveva fatto conoscere il manga. Rimase subito colpito dalla semplicità e originalità della trama, in cui ogni nemico viene sconfitto con un solo colpo. Nonostante questo approccio minimalista, trovò la storia affascinante. La sua prima impressione su Saitama fu così intensa che temeva di non riuscire a interpretarlo in modo convincente. Si sorprese che un personaggio così apparentemente ordinario fosse in realtà l’eroe più forte, trovando inoltre intrigante il contrasto tra la sua vita quotidiana e i momenti di combattimento. Furukawa definì Saitama un personaggio “complesso”, soprattutto per la sua mancanza di motivazione e il suo atteggiamento spesso distratto. Dettagli come le faccende domestiche fanno parte del suo fascino e lo rendono sorprendentemente riconoscibile. Secondo l'attore, Saitama ha due registri vocali distinti, a seconda delle scene: in alcuni momenti è davvero “cool”, in altri risulta goffo o persino banale ed è proprio questo contrasto a renderlo interessante da interpretare.
Nella versione italiana la voce è di Alessandro Campaiola. Anche Campaiola condivise le sue impressioni sul personaggio, definendolo "uno dei personaggi più belli e allo stesso tempo più difficili che abbia mai doppiato" e aggiungendo quanto abbia apprezzato l’esperienza. Disse che Saitama gli permise di esplorare aspetti inusuali della recitazione, rendendolo un ruolo davvero particolare e stimolante.

## Descrizione del personaggio
Saitama è un venticinquenne calvo che conduce una vita piuttosto ordinaria, escludendo il fatto che può sconfiggere qualsiasi nemico con un solo pugno. Questa sua forza assoluta, però, lo ha portato a una costante sensazione di noia e apatia: nessuna battaglia rappresenta più una sfida per lui. All'inizio della serie, vive da solo in un piccolo appartamento nella Città Z, nel quale poi si trasferisce Genos come suo coinquilino, ma in seguito alla distruzione dell'abitazione, Saitama si trasferisce nel quartier generale dell'Associazione Eroi nella Città A.

## Biografia del personaggio
Saitama, tre anni prima dell’inizio della serie, quando aveva ancora i capelli ed era alla ricerca di un lavoro, si trovò a combattere per caso contro il supercriminale Crablante, che stava cercando di attaccare un bambino con un insolito mento a forma di sedere. Dopo averlo sconfitto, Saitama decise di diventare un eroe “per hobby”. Per raggiungere il suo incredibile livello di potere, ha seguito per tre anni (continuando tutt'ora a farlo) un regime di allenamento estremo e ripetitivo: 100 flessioni, 100 addominali, 100 squat e 10 km di corsa ogni giorno, una dieta sana e niente aria condizionata o riscaldamento in modo da “irrobustire la mente”. Ha continuato ad allenarsi anche quando aveva il corpo dolorante e scricchiolante fino a spingersi oltre i suoi limiti, riuscendo infine ad ottenere straordinariamente una forza illimitata che lo ha reso imbattibile. All’inizio della serie, accoglie come discepolo Genos, un cyborg determinato a vendicarsi del distruttore della sua città. I due diventano coinquilini e si iscrivono all’Associazione Eroi, un’organizzazione che combatte le minacce per la Terra. Saitama riesce a superare facilmente tutti i test fisici d’ammissione, ma ottiene un punteggio mediocre nel test teorico, venendo così classificato come eroe di basso grado. Nonostante questo, riesce a scalare rapidamente i ranghi dell'associazione compiendo azioni eroiche eccezionali, anche se raramente riceve il riconoscimento che merita. Spesso altri eroi più famosi o i danni collaterali oscurano i suoi meriti. Tra le sue imprese degne di nota figurano l'aver sconfitto il ninja Sonic il Supersonico, autoproclamatosi poi suo rivale, aver distrutto una gigantesca meteora con un singolo pugno, aver sconfitto Lord Boros, un alieno conquistatore universale che lo ha spinto ad utilizzare il suo rarissimo “pugno serio”, ed aver battuto Garou nella sua forma Cosmic Fear, contro cui ha dimostrato che la propria forza può aumentare all'infinito man mano che lo scontro prosegue. Nonostante la sua potenza smisurata, Saitama è una persona umile. Sebbene non gli dispiacerebbe, a lui non importa davvero ricevere credito per le sue azioni e spesso lascia che siano altri a godersi la gloria, come nel caso della sua vittoria sul Re del Mare. Nel corso della storia stringe amicizia con personaggi come Spatent Rider, Bang, King e Tempesta, sebbene, almeno nel caso di quest'ultima, Saitama affermi di considerare il loro rapporto soltanto di conoscenza. Nell’Associazione Eroi è conosciuto con il soprannome di Mantello Pelato (ハゲマント?, Hagemanto), che però a Saitama non piace affatto, preferendo quindi continuare a presentarsi con il proprio vero nome. Vari personaggi, come Sonic o Garou, cercano disperatamente di batterlo, ma nessuno riesce a tenere testa alla sua forza, finendo solitamente per subire una sconfitta rapida e imbarazzante.

## Altri media
Saitama compare anche nel videogioco One-Punch Man: A Hero Nobody Knows, dove la sua invincibilità è rappresentata in modo unico e coerente con il tono umoristico della serie.

## Accoglienza

### Popolarità

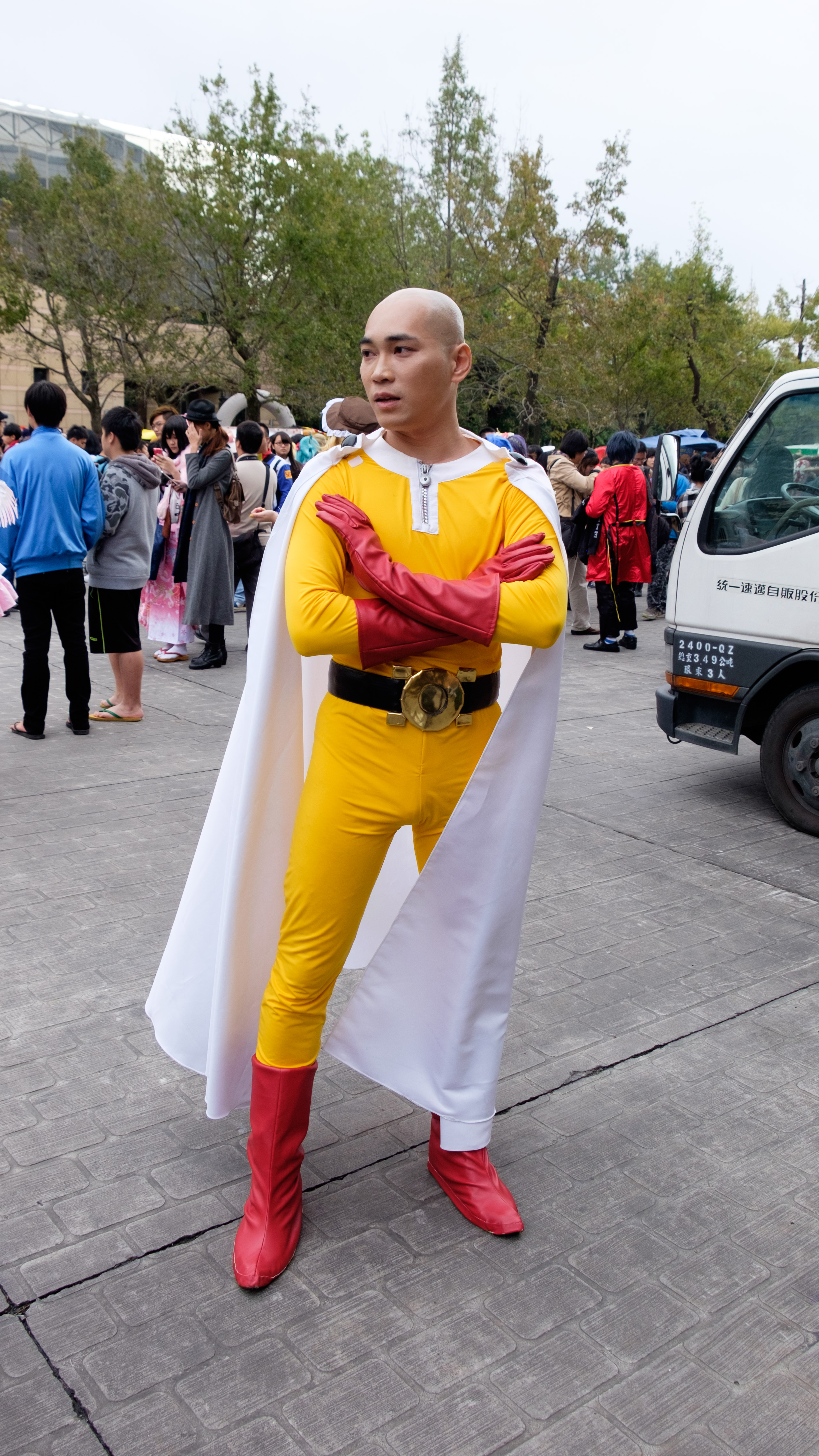
Cosplayer di Saitama al CWT del 2015

Saitama è stato accolto positivamente dal pubblico. Si è classificato al primo posto in un sondaggio di popolarità del manga. Nel 2020, è stato nominato come "Miglior Protagonista dell’Anno" alla 4ª edizione dei Crunchyroll Anime Awards.

### Critica
La risposta della critica al personaggio di Saitama è stata per lo più positiva. Rebecca Silverman di Anime News Network ha elogiato i primi capitoli del manga e il suo rapporto con Genos, sottolineando quanto sia esilarante il duo. Per la serie animata, Craig Elvy di Den of Geek ha osservato che il vero punto di forza non risiede nelle scene d’azione, ma nelle scene comiche con protagonista Saitama, specialmente quando rimane deluso dai suoi avversari. Questi momenti funzionano da satira nei confronti dei classici cliché delle serie di combattimento. Tuttavia, anche il finale della prima stagione è stato particolarmente apprezzato per aver saputo bilanciare gli elementi comici e drammatici, soprattutto nei due episodi in cui Saitama passa dalla sua solita espressione annoiata a una serietà mai vista prima in battaglia. Anche Megan Sullivan di IGN ha concordato, elogiando il modo in cui la serie riesce a variare le conclusioni dei combattimenti, nonostante Saitama li termini sempre con un solo pugno.
Christian Markle di Comic Book Resources ha elogiato il capitolo 165, che mostra Saitama al suo apice, tuttavia ha anche sottolineato che non c’è gioia nei suoi trionfi, a conferma della sua continua ricerca di una vera sfida. Rohan Jagannath di SportsKeeda ha inserito Saitama due volte nella sua lista dei personaggi più forti della serie, ma ha anche sollevato il dubbio se il personaggio recentemente introdotto, God, potresse superarlo in futuro. Similmente, Samuel Surgeon di Screen Rant lo ha nominato come il personaggio più forte nella storia degli anime. Sempre Jagannath di SportsKeeda ha notato come diversi fandom si dividano su un eterno confronto: Saitama contro Goku di Dragon Ball; chiedendosi chi dei due sia davvero il più potente. Nik Freeman di Anime News Network ha paragonato Saitama a All Might, uno dei protagonisti di My Hero Academia, notando che, pur avendo concetti simili, le loro narrazioni siano profondamente diverse. Tuttavia, entrambi trasmettono ai fan il valore dell’auto-miglioramento. Anche la performance del doppiatore Makoto Furukawa è stata elogiata dalla critica.

#### Analisi del personaggio
Il critico Joe Yang di Panic at the Discourse ha analizzato in profondità il momento in cui Saitama sconfigge il Re dei Mari, sacrificando la propria reputazione per non prendersi il merito della vittoria. Secondo Yang, questo gesto mostra come Saitama “sostenga l’ideologia dell’Associazione degli Eroi”, offrendo una riflessione più ampia su come gli eroi vengano riconosciuti nella narrativa contemporanea. Yang ha poi messo in contrasto Saitama con gli eroi dell’universo Marvel, paragonandolo invece a figure come Naruto Uzumaki, Goku e Ichigo Kurosaki, che non seguono sempre i canoni dell’eroe tradizionale. Ha anche sottolineato come le origini di Saitama riflettano una “mascolinità da salariato fallita”, tipica dell’era Showa, e come il personaggio non venga approvato né valorizzato dall’Associazione degli Eroi, né dalla società. In conclusione, Yang considera Saitama come un simbolo del salaryman giapponese, scritto da One per rappresentare una figura in lotta contro l’invisibilità e la frustrazione quotidiana.

## Influenza culturale
Durante l'Animax Carnival Malaysia 2016, una delle attrazioni dedicate alla serie consisteva in una sfida dove i partecipanti venivano invitati a colpire più forte di Saitama. Nel 2019, un uomo di Singapore, conosciuto come Seah, ha deciso di replicare il regime di allenamento di Saitama per rimettersi in forma. I risultati sono stati positivi e la sua esperienza è diventata virale tra i fan della serie.
Il successo del personaggio ha portato anche alla creazione di diverso Mechandising come action figure, magliette, gadget e oggetti da collezione.